# Auguste Duméril
Auguste Henri André Duméril (30 de novembre de 1812 – 12 de novembre de 1870) va ser un metge i zoòleg francès. Va ser professor de Herpetología i Ictiologia a París al Museu Nacional d'Història Natural de França, des de 185. Fou el fill del també zoòleg, André Marie Constant Duméril,

## Biografia
Estudià medicina a la Universitat de París i es doctorà en ciències el 1842. El 1844, en aquesta mateixa universitat, fou professor ajudant de fisiologia comparada. El 1851, Auguste Duméril fou assistent naturalista en el Museu, succeint a Gabriel Bibron, mort prematurament el 1848. Completà, amb el seu pare, l'obra Erpétologie générale que acabà de publicar el 1854.
Encara que el nom patern apareix en el títol del Catalogue méthodique de la collection des Reptiles, de 1851, només ell n'és l'autor. La seva obra més important en matèria d'herpetologia va ser la part consagrada als rèptils; que va realitzar després de la Mission scientifique au Mexique dans l'Amérique Centrale (1870-1909), sobre amfibis. Aquesta expedició la va dirigir Marie-Firmin Bocourt (1873-1897). Duméril no va acabar el seu manuscrit perquè morí durant el setge de París (1870-1871), quan va brotar la pesta. Finalment, Bocourt, ajudat per François Mocquart (1834-1917), Léon Vaillant (1834-1914) i Fernand Angel (1881-1950) van poder acabar el seu text.

## Altres publicacions
- Erpétologie Générale ou Histoire Naturelle Complète des Reptiles. 9 vols. 1 atlas, Librairie Encyclopédique de Roret, Paris 1834–1854 (online) - con G. Bibron y A. H. C. Duméril

- L'évolution du foetus [concurso por una cátedra de anatomía]. Fain et Thunot, París 1846

- Catalogue méthodique de la collection des reptiles du Muséum d'Histoire Naturelle de Paris. Gide et Baudry, París 1851

- Monographie de la tribu des torpédiniens ou raies électriques comprenant un genre nouveau, trois espèces nouvelles et deux espèces nommées dans le musée de Paris, mais non encore décrites. In: Revue et magasin de zoologie pure et appliquée. 2ª época, vol. 4, Nº 4-6, 1852, pp. 176–189, pp. 227–244, pp. 270–285

- Note sur un nouveau genre de Reptiles Sauriens, de la famille des Chalcidiens (le Lépidophyme), et sur le rang que les Amphisbéniens doivent occuper dans la classe des Reptiles. Revue et magasin de zoologie pure et appliquée 4. 2ª época, Nº 9, 1852, pp. 401–414

- Description des reptiles nouveaux ou imparfaitement connus de la collection du Muséum d'histoire naturelle et remarques sur le classification et les caractères des reptiles. Premier Mémoire. Archives du Muséum d'Histoire Naturelle 6, Paris. 1852, pp. 209–264

- Description des reptiles nouveaux ou imparfaitement connus de la collection du Muséum d'histoire naturelle et remarques sur le classification et les caractères des reptiles. Deuxième Mémoire. Archives du Muséum d'Histoire Naturelle 8, Paris. 1856, pp. 437–588

- Histoire naturelle des poissons ou Ichtyologie générale. 2 vols. Librairie encyclopèdique de Roret, Paris 1865–1870

- Reproduction dans la ménagerie des reptiles au Muséum d'histoire naturelle, des axolotls, batraciens urodèles à branchies persistantes, de México (Siredon mexicanus vel Humboldtii), qui n'avaient encore jamais été vus vivants en Europe. Gauthier-Villars París 1865. 4 pp.

- Études sur les reptiles. Mission Scientifique au Mexique et dans l'Amérique Centrale. – Recherches zoologiques. 3ª paridad. – Iª Sección. Imprimerie Imperiale, París 1870–1900 con M. F. Bocourt y M. F. Mocquard

## Abreviatura (zologia)
L'abreviatura Duméril s'empra per a indicar a Auguste Duméril com autoritat en la descripció i taxonomia en zoologia.